# 519
El 519 (DXIX) fou un any comú començat en dimarts del calendari julià.

## Esdeveniments
- Es cremen les sinagogues de Ravenna en un avalot; el rei Teodoric el Gran mana reconstruir-les a càrrec de la ciutat.[1]